# Ithaka
Итака Дарин Паппас (родился 8 июля 1966 года), часто известный просто как Итака, - скульптор, художник, фотограф, композитор, певец, исполнитель хип-хопа, писатель, американский поэт, продюсер и серфер частично греческого происхождения. Его визуальные работы появились на выставках в Международном центре фотографии в Нью-Йорке, в Анненбергском пространстве для фотографии в Лос-Анджелесе, в Современном музее в Марселе (Франция) и в Музее изображения и звука в Сан-Паулу (Бразилия).